# Juzennecourt
Juzennecourt è un comune francese di 206 abitanti situato nel dipartimento dell'Alta Marna nella regione del Grand Est.

## Società

### Evoluzione demografica
Abitanti censiti